# Печегол
Печегол (хак. Пиҷi холы — «сестрин лог») — деревня в Таштыпском районе Хакасии, в 19 км на северо-восток от райцентра — села Таштып.
Расположена на левом берегу реки Таштып. Расстояние до ближайшей ж.-д. ст. 42 км.
Число хозяйств — 39, население — 137 чел. (на 01.01.2004), в том числе хакасы 97,8 %.
До 1929 на месте П. была заимка скотоводов. В 1930 на этом месте организована ферма № 2 Таштыпского молсовхоза. В 1950-е гг. проводилось освоение целинных и залежных земель. Население деревни увеличивалось за счет приезжающих по комсомольским путевкам. В настоящее время в связи с банкротством ОАО «Таштыпское» других предприятий, производящих продукцию, нет. Население занимается ведением личного подсобного хозяйства.

## Население
| 2002 | 2010 |
| ---- | ---- |
| 126  | ↗146 |